# لاكلان نوريس
لاكلان نوريس (بالإنجليزية: Lachlan Norris)‏ هو دراج أسترالي، ولد في 21 يناير 1987 في كالغورلي في أستراليا.

## وصلات خارجية
- لاكلان نوريس على موقع الاتحاد الدولي للدراجات (الإنجليزية)
- لاكلان نوريس على موقع أرشيف الدراجات (الإنجليزية)
- لاكلان نوريس على موقع إحصائيات الدراجات الإحترافية (الإنجليزية)
- لاكلان نوريس على موقع نسبة الدراجات (الإنجليزية)